# Philocteta
Filottete (Philocteta) o Filottete sull'isola di Lemno (Philocteta Lemnius) è una tragedia latina (cothurnata) scritta dal tragediografo Lucio Accio, vissuto tra il II secolo e il I secolo a.C.. L'opera, incentrata sulla figura di Filottete, è andata perduta e di essa restano alcuni frammenti; era basata almeno in parte sul Filottete di Eschilo.

## Trama
Filottete, dopo essere stato morso al piede da un serpente, fu abbandonato per ordine di Agamennone sull'isola di Lemno, per non sentire i suoi lamenti ed il fetore che la ferita emanava; qui si prese cura di lui il pastore Ifimaco. Fu successivamente raggiunto da Ulisse e Diomede, che Agamennone aveva inviato con l'ordine di recuperare le frecce di Ercole: senza di esse, infatti, i Greci non avrebbero potuto espugnare Troia. Filottete fu convinto a lasciare l'isola e si imbarcò per Troia, dove fu curato da Macaone.